# August Hoffmann (Kaufmann)
August Hoffmann (* 18. Juni 1802 in Jonsdorf; † 16. April 1878 in Seifhennersdorf) war ein deutscher Kaufmann, Spediteur und Mitglied der Frankfurter Nationalversammlung.

## Leben
August Hoffmann war als Spediteur und Kaufmann in Seifhennersdorf (Sachsen) tätig. Der Sohn eines Försters engagierte sich politisch im örtlichen Gemeinderat, im evangelischen Kirchenvorstand und als Friedensrichter.
Vom 11. September 1848 bis zum 16. Dezember 1848 war er Abgeordneter der Frankfurter Nationalversammlung. Er wurde zunächst als Stellvertreter von Adolf Ernst Hensel gewählt und folgte diesem nach dessen Ausscheiden nach. Er schloss sich zuerst der Fraktion Deutscher Hof, dann dem Märzverein an und galt als kleinbürgerlich, gemäßigter Demokrat.
Sein Wahlkreis war Königreich Sachsen (1., Zittau).
Sein Nachfolger im Parlament war Heinrich Julius Kämmel.

## Ehrungen
Nach ihm wurde eine Straße in Seifhennersdorf benannt.